# Соколови-Конт
Соколови-Конт (пол. Sokołowy Kąt) — село в Польщі, у гміні Семьонтково Журомінського повіту Мазовецького воєводства.
Населення — 137 осіб (2011).
У 1975-1998 роках село належало до Цехановського воєводства.

## Демографія
Демографічна структура станом на 31 березня 2011 року:
|          | Загалом | Допрацездатний вік | Працездатний вік | Постпрацездатний вік |
| -------- | ------- | ------------------ | ---------------- | -------------------- |
| Чоловіки | 73      | 17                 | 47               | 9                    |
| Жінки    | 64      | 14                 | 33               | 17                   |
| Разом    | 137     | 31                 | 80               | 26                   |